# هاروكي أوميمورا
هاروكي أوميمورا (باليابانية: 梅村 晴貴) (14 مايو 1995 في شيزوكا في اليابان – )؛ هو لاعب كرة قدم ياباني سابق كان يلعب كلاعب وسط.

## وصلات خارجية
- هاروكي أوميمورا على موقع رابطة كرة القدم اليابانية للمحترفين (اليابانية)
- هاروكي أوميمورا على موقع قاعدة بيانات كرة القدم.إي يو (الإنجليزية)
- هاروكي أوميمورا على موقع Soccerway.com (الإنجليزية)